# Pleurotaenium indicum
Pleurotaenium indicum là một loài Song tinh tảo trong họ Desmidiaceae, thuộc chi Pleurotaenium.